# Florida Gulf Coast Eagles

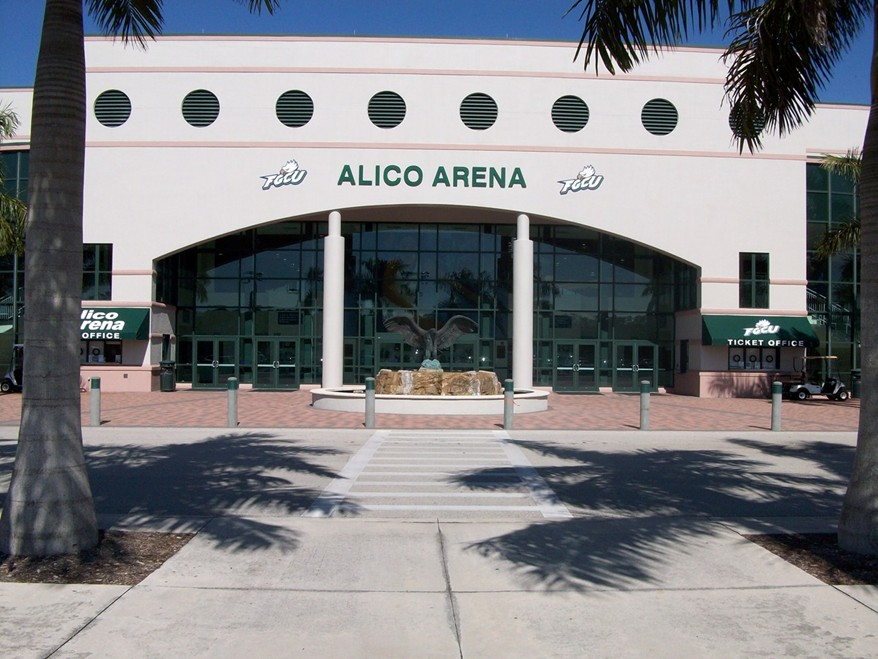
Alico Arena

Florida Gulf Coast Eagles (en español: "Águilas de la Costa del Golfo de Florida") es la denominación de los equipos deportivos de la Universidad de la Costa del Golfo de Florida, institución académica ubicada en Fort Myers, Florida. Los Eagles participan en las competiciones universitarias organizadas por la NCAA, y forman parte de la Atlantic Sun Conference.

## Apodo y mascota
El apodo de FGCU es el de Eagles, águilas, fue elegido por representar el entorno medioambiental del sur de Florida, y además por encarnar las características de la libertad, la fuerza, el espíritu, la inteligencia, la gracia y la búsqueda de la excelencia. El nombre de la mascota es Azul the Eagle.

## Programa deportivo
Los Eagles compiten en 6 deportes masculinos y en 8 femeninos:
| Masculino: - Baloncesto - Campo a través - Fútbol - Golf - Béisbol - Tenis | Femenino: - Baloncesto - Campo a través - Fútbol - Tenis - Natación - Sófbol - Voleibol - Golf |

Los Eagles competían hasta 2007 en la División II de la NCAA, y desde su llegada a la Atlantic Sun Conference de la División I han logrado 7 tútulos de conferencia en distintos deportes: 3 en béisbol, 2 en natación femenina, y uno en baloncesto femenino y softball.

## Instalaciones deportivas
- Alico Arena es el pabellón donde disputan sus partidos los equipos de baloncesto y voleibol. Tiene una capacidad para 4.500 espectadores y fue inaugurado en 2002.[4]
- FGCU Soccer Complex es el estadio donde disputan sus encuentros los equipos de fútbol. Fue inaugurado en agosto de 2008 y tiene una capacidad para 350 espectadores sentados, pero su capacidad real ronda los 1750 espectadores.[5]
- Swanson Stadium es el estadio donde juega el equipo de béisbol. Fue inaugurado en 2004, y un año más tarde adquirió su nombre actual, en reconocimiento a Duane y Cookie Swanson, dos grandes contribuyentes de la universidad. Tiene una capacidad para 1.500 espectadores y es conocido por el campo de palmeras que lo circunda.[6]
- FGCU Softball Complex, es el estadio donde juega el equipo de softball. Se encuentra situado junto al Swanson Stadium, y fue inaugurado en febrero de 2004.[7]